# Албанська народна поезія
Алба́нська літерату́ра — твори, написані албанською мовою. Даний термін також вживається до літератури, написаної албанцями або в Алба́нії. При осма́нському пануванні (з 1500-х до початку 1900-х) на албанську літературу значно впливали туре́цькі і грецькі легенди та перекази. Різні історії передавалися з покоління в покоління у вигляді героїчних поем, легенд та історій. Усна традиція допомогла зберегти мову і національну ідентичність. Для албанського народного епосу характерний восьмискла́дний вірш, а на півночі країни десятискла́дний. Популярним героєм є Скандербег, а також брати Халіль і Муйо які протистоять турецькому султану. Крім цього їх ворогами є албанці християни — «слави», сербські юнаки. Відомий сюжет про жінку замуровану в стіні, поширений в балканському фольклорі, «фортеця Розафта», і переможець змій: «Дьордь Елез Алія». За останнім поставлена однойменна опера лібрето якої написав Ісмаїл Кадаре. Надприродне в албанській міфології змальовується вампірами, які з'являються переважно в жіночих образах, орами і занамі- персонажами на зразок грецьких мойр і німф. А також Красою землі — казкова красуня живе під землею. Її прихильності домагається шалено закоханий герой, який часом нагадує східного Меджнуна. З Туреччини прийшли анекдоти про Ходжу Насреддіна і персонажів на зразок Іванка-дурника.
Найстаріший письмовий документ албанською мовою датується 1462 роком. Перший видатний твір — «Історія Скандербега» Марін Барлеті; написана на латині вона отримала широку популярність в Європі, в тому числі в Московському царстві і Великому Князівстві Литовському. За нею було поставлено перший албанський фільм (знятий спільно з СРСР; отримав премію на Каннському кінофестивалі).
До XVII століття відноситься поема кардинала Петра Буди «Доктрина християнства» в дусі католицького бароко. Починаючи з епохи османського завоювання, набула поширення мусульманська література, яка відчувала вплив турецьких, пе́рських і ара́бських зразків. Серед її помітних представників — Фра́кула (1680—1760), Сулейман наїбів (? -1772), Хасан Зюко камбера (1740?). Темою їх поезії є вихваляння Ісламу, сатира, любов, скарги на мінливості долі.
В кінці 1800-х років, за часів Османської імперії, брати Наїм і Самі Фрашери стали одними з лідерів Албанської національного відродження. Націоналістичний рух надихав багатьох авторів протягом десятиліть, — таких, як поет Джерджі Фішта. Можна згадати також Ієроніма де Ра́ду, чию творчість цінували Ламартин, і один з перших нобелівських лауреатів Фредерік Містраль. Іншим відомим національним письменником був православний єпископ Фан Нолі, який став лідером країни в 1920-х (він також був відомим перекладачем). Соратником Нолі був Фаїк Коніца та Гійом Аполлінер, зачинатель албанського авангардизму. Першим зразком албанської художньої прози є «Полювання горців» Бартоломео Крістофорі. В оповіданні знайшов відображення культ священної гори Томорі. На початку минулого століття з новелами та мемуарами, головною тематикою яких є антиосманська боротьба виступав грам Міхаль. Сучасниками грам були поет Андон Чаюпі — автор перших п'єс албанською і Ндре Мьєда якому належать найкращі сонети в албанській поезії.
Найбільш талановитим албанським поетом і письменником міжвоєнної пори вважається Міджені (алб.Millosh Gjergj Nikolla) що відчував вплив таких письменників, як Горький і Ніцше, а також так званих Проклятих поетів
При комуністичному режимі була сувора цензура, що сильно перешкоджало літературному життю країни. З падінням тоталітарної системи література звільнилася від цензури, і продовжила розвиватися. Найвідомішим сучасним письменником Албанії є неодноразовий кандидат на Нобелівську премію з літератури Ісмаїл Кадаре. Його опонентом вважається Касем Требешіна, дисидент, критик соцреалізму, що передував творчості А. Д. Синявського, основоположник албанського постмодернізму. Можна відзначити також Дрітеро Агол — видного лінгвіста, перекладача Шекспіра, «Анни Кареніної». На російську мову переведений його роман «По хвилях життя».